# County Mayo
County Mayo (Iers: Maigh Eo) is een graafschap aan de westkust van Ierland. Het ligt in de provincie Connacht, de hoofdstad is Castlebar, het heeft een oppervlakte van 5585 km² en een bevolkingsaantal van 130.638 (2011).
Het graafschap Mayo vormde de coulisse voor John Fords film The Quiet Man. Hij filmde nabij Cong met John Wayne en Maureen O'Hara. Alhoewel het niet de hoofdstad is, heeft het stadje Westport een grote aantrekkingskracht op toeristen. Westport (4500 inwoners) is ontworpen door de Brownes, een familie uit Essex. Het grootste eiland van Ierland, Achill, is met een brug verbonden met de rest van de county.
Ook ligt de Croagh Patrick in Mayo. Dit is een berg van 764 meter hoog waarop, zo wordt verteld, Sint Patrick 40 dagen en 40 nachten heeft gevast. De berg wordt nog steeds door pelgrims beklommen.
Op Ierse nummerplaten wordt het graafschap afgekort tot MO.

## Bestuur
De county heeft een gekozen bestuur dat uit 30 leden bestaat. Het bestuur wordt iedere vijf jaar gekozen. De samenstelling van de raad was in 2019:
- Fine Gael: 12 zetels
- Fianna Fáil: 11 zetels
- Sinn Féin: 1 zetel
- onafhankelijke leden: 6 zetels

De leden worden gekozen in 4 electoral areas, die in Mayo overeenkomen met de vier municipal districts: Ballina (hier worden 8 leden gekozen), Castlebar (8), Claremorris (7) en West Mayo (7). Binnen de districten wordt, net als bij de verkiezingen voor de Dáil, gebruik gemaakt van het systeem van de enkelvoudige overdraagbare stem.

## Plaatsen
| Engels       | Iers                  | Inwoners |
| ------------ | --------------------- | -------- |
| Achill Sound | Gob an Choire         | 265      |
| Aughagower   | Achadh Fomhair        | 875      |
| Aughleam     | Eachléim              | -        |
| Ballina      | Béal an Átha          | 10.556   |
| Ballindine   | Baile an Daingin      | 468      |
| Ballinrobe   | Baile an Róba         | 3.148    |
| Ballintubber | Baile an Tobair       | 345      |
| Ballyhaunis  | Béal Átha hAmhnais    | 2.773    |
| Bangor Erris | Beannchar             | 306      |
| Castlebar    | Caisleán an Bharraigh | 13.054   |
| Cong         | Conga                 | 145      |
| Westport     | Cathair na Mart       | 6.872    |